# 阿爾夫河 (南極洲)
阿爾夫河（英語：Alph River）是南極洲的河流，位於維多利亞地的斯科特海岸，處於開特利茲冰川以西，最終注入瓦科特灣，該河流現時由南極條約體系管理。
78°12′S 163°45′E / 78.200°S 163.750°E